# Apogon angustatus
Apogon angustatus es una especie de pez de la familia de los apogónidos en el orden de los perciformes.

## Morfología
Los machos pueden alcanzar los 11 cm de longitud total.

## Distribución geográfica
Se encuentran desde el Mar Rojo y el África Oriental hasta el norte de Taiwán y el sur de Nueva Caledonia.